# Агдамський район
Агдамський район (азерб. Ağdam rayonu) — адміністративно-територіальна одиниця в центральній частині Азербайджану. З літа 1993 року південно-західна частина району контролюється невизнаною Республікою Арцах, згідно адміністративно-територіальним поділом якої ці землі розташовані на території Аскеранського, Мартакертского і Мартунінського районів республіки Арцах. Згідно з резолюцією Ради Безпеки ООН, дані території розглядаються як окуповані вірменськими силами.
Адміністративний центр — місто Агдам, яке з 1993 по 2020 рік фактично контролювалося Республікою Арцах і згідно з її адміністративно-територіальним поділом носило назву Акна. Тимчасовий адміністративний центр району було селище Кузанли.